# مايكل ستيوارت (كرة سلة)
مايكل ستيوارت (بالفرنسية: Michael Stewart)‏ مواليد 24 أبريل 1975 في كوسيك، فرنسا، هو لاعب كرة سلة فرنسي سابق بدأ مسيرته الاحترافية في سنة 1997. يبلغ طوله 6 قدم 10 بوصة (2.1 م). اعتزل اللعب في 2005.

## فرق لعب لها
- سكرامنتو كينغز
- تورونتو رابتورز
- كليفلاند كافالييرز
- بوسطن سيلتكس
- أتلانتا هوكس

## روابط خارجية
- مايكل ستيوارت على موقع إن بي أي (الإنجليزية)
- مايكل ستيوارت على موقع سبورتس رفرنس (الإنجليزية)
- مايكل ستيوارت على موقع كرة السلة الأوروبية.كوم (الإنجليزية)
- مايكل ستيوارت على موقع كلية كرة السلة في سبورتس رفرنس.كوم (الإنجليزية)
- مايكل ستيوارت على موقع ريلجم (الإنجليزية)
- مايكل ستيوارت على موقع بروبوليرز (الإنجليزية)